# Corrado Invernizzi
Corrado Invernizzi (Génova, 25 de abril de 1965) es un actor y cantante italiano, destacado en el cine y televisión europeo y estadounidense.

## Biografía y carrera
En cine apareció en Vincere como psiquiatra y en Rapito como el juez Carboni (ambas dirigidas por Marco Bellocchio). Ambas debutaron en el Festival de Cannes, al que siguió el de Nueva York. Trabajó dos veces con James Mangold, en Ford v Ferrari donde interpretó a Franco Gozzi (mano derecha de Enzo Ferrari) y en Indiana Jones y el dial del destino donde fue Luigi, el piloto que ayuda a salvar al arqueólogo y a su equipo. Apareció en Piazza Fontana: La conspiración italiana dirigida por Marco Tullio Giordana como el juez Pietro Calogero.
En teatro, apareció en La costa de Utopía de Tom Stoppard también dirigida por Marco Tullio Giordana, en el papel del crítico literario Belinskij. La obra recibió los Premios Ubu, los Premios Le Maschere y el Premio de la Crítica en 2012.
En 2010, trabajó con la Ópera de Pekín a las órdenes de Patrick Sommier en la obra Bandidos del pantano de Shi Nai'an.
En la nueva serie de televisión Marco Polo, estrenada el 12 de diciembre de 2014 y producida por Netflix, interpreta a Maffeo Polo, hermano de Niccolò y tío de Marco. En 2016, formó parte del reparto de Genius, la primera serie de televisión estadounidense producida por National Geographic. La serie fue creada por Ron Howard y está basada en la vida de Albert Einstein. Interpretó el papel del físico francés Pierre Curie.
Ese mismo año también fue protagonista de un episodio de la serie británica Doctor Who, titulado Extremis, estrenado el 20 de mayo de 2017 en BBC One.
En 2018 coprotagonizó El nombre de la rosa, la serie dramática basada en la novela bestseller internacional de el mismo nombre de Umberto Eco, donde interpreta el papel de Michele de Cesena.
La carrera de Invernizzi también incluye trabajos de doblaje (o actuación de voz) con La famosa invasione degli orsi in Sicilia dirigida por Lorenzo Mattotti que se estrenó en el Festival de Cannes en 2019, donde interpretó el papel del Gran Duque.
Es tenor y estudió canto lírico en el Conservatorio Giacomo Puccini de La Spezia.

## Filmografía

### Cine
- Shooting the Moon (L'albero delle pere), directed by Francesca Archibugi (1998)
- Guido che sfidò le Brigate Rosse, directed by Giuseppe Ferrara (2005)
- The rest of the night (Il resto della notte), directed by Francesco Munzi (2007)
- Vincere, directed by Marco Bellocchio (2008)
- Requiem for a Killer (Requiem pour une tueuse), directed by Jérôme Le Gris (2010)
- Zabana!, directed by Said Ould Khelifa (2011)
- Piazza Fontana: The Italian Conspiracy (Romanzo di una strage), directed by Marco Tullio Giordana (2011)
- The Silent Mountain, directed by Ernst Gossner (2012)
- The Face of an Angel, directed by Michael Winterbottom (2013)
- Né Giulietta né Romeo, directed by Veronica Pivetti (2014)
- Viva la Sposa, directed by Ascanio Celestini (2015)
- Le Rire de ma mère, directed by Colombe Savignac and Pascal Ralite (2016)
- The Bears' Famous Invasion of Sicily, directed by Lorenzo Mattotti (2019)
- Ford v. Ferrari, directed by James Mangold (2019)
- Io sono Mia, directed by Riccardo Donna (2019)
- Caught by a Wave, directed by Massimiliano Camaiti (2021)
- The Catholic School, directed by Stefano Mordini (2021)
- Kidnapped, directed by Marco Bellocchio (2023)
- Indiana Jones and the Dial of Destiny, directed by James Mangold (2023)

### Cortometrajes
- Per una rosa directed by Marco Bellocchio (2011)
- Pagliacci, directed by Marco Bellocchio (2013)

### Televisión
- Inspector Montalbano (Il Commissario Montalbano), directed by Alberto Sironi (1999)
- Miroir d'Alice, directed by Marc Rivière (2001)
- Grand Star, directed by Paolo Barzman (2006)
- Les Fauves, directed by José Pinheiro (2008)
- The Young Montalbano (Il giovane Montalbano), directed by Gianluca Maria Tavarelli (2011)
- Braquo, directed by Frédéric Jardin (2013)
- Marco Polo, directed by Espen Sandberg, Joachim Roenning, Alik Sakharov, Daniel Minahan (2014)
- Genius by Kevin Hooks (2016)
- Doctor Who, episode Extremis, directed by Daniel Nettheim (2016)
- The Name of the Rose, directed by Giacomo Battiato (2019)
- Romulus, directed by Matteo Rovere (2019)
- Leonardo, directed by Daniel Percival (2020)
- The Leopard, directed by Tom Shankland (2023)
- Those About to Die, directed by Roland Emmerich (2023)